# Supercoppa portoghese 2015 (pallavolo maschile)
La Supercoppa portoghese 2015 si è svolta il 3 ottobre 2015: al torneo hanno partecipato due squadre di club portoghesi e la vittoria finale è andata per la quinta volta consecutiva al Benfica.

## Regolamento
Le squadre hanno disputato una gara unica.

## Squadre partecipanti
| Squadra | Qualificazione                                                    | Ultima partecipazione      |
| ------- | ----------------------------------------------------------------- | -------------------------- |
| Espinho | Finalista Coppa di Portogallo 2014-15                             | Supercoppa portoghese 2012 |
| Benfica | Vincitrice Primeira Divisão 2014-15 e Coppa di Portogallo 2014-15 | Supercoppa portoghese 2014 |

## Torneo
| 3 ottobre 2015 Pavilhão Dr. Mário Mexia, Coimbra Durata: 1h:15 - Spettatori: ? | Espinho | 0 - 3 | Benfica | 23-25, 17-25, 14-25 |